# (9307) Regiomontanus
(9307) Regiomontanus (1987 QS) – planetoida z pasa głównego asteroid okrążająca Słońce w ciągu 3,6 lat w średniej odległości 2,35 j.a. Odkryta 21 sierpnia 1987 roku.